# تصادف پهلو

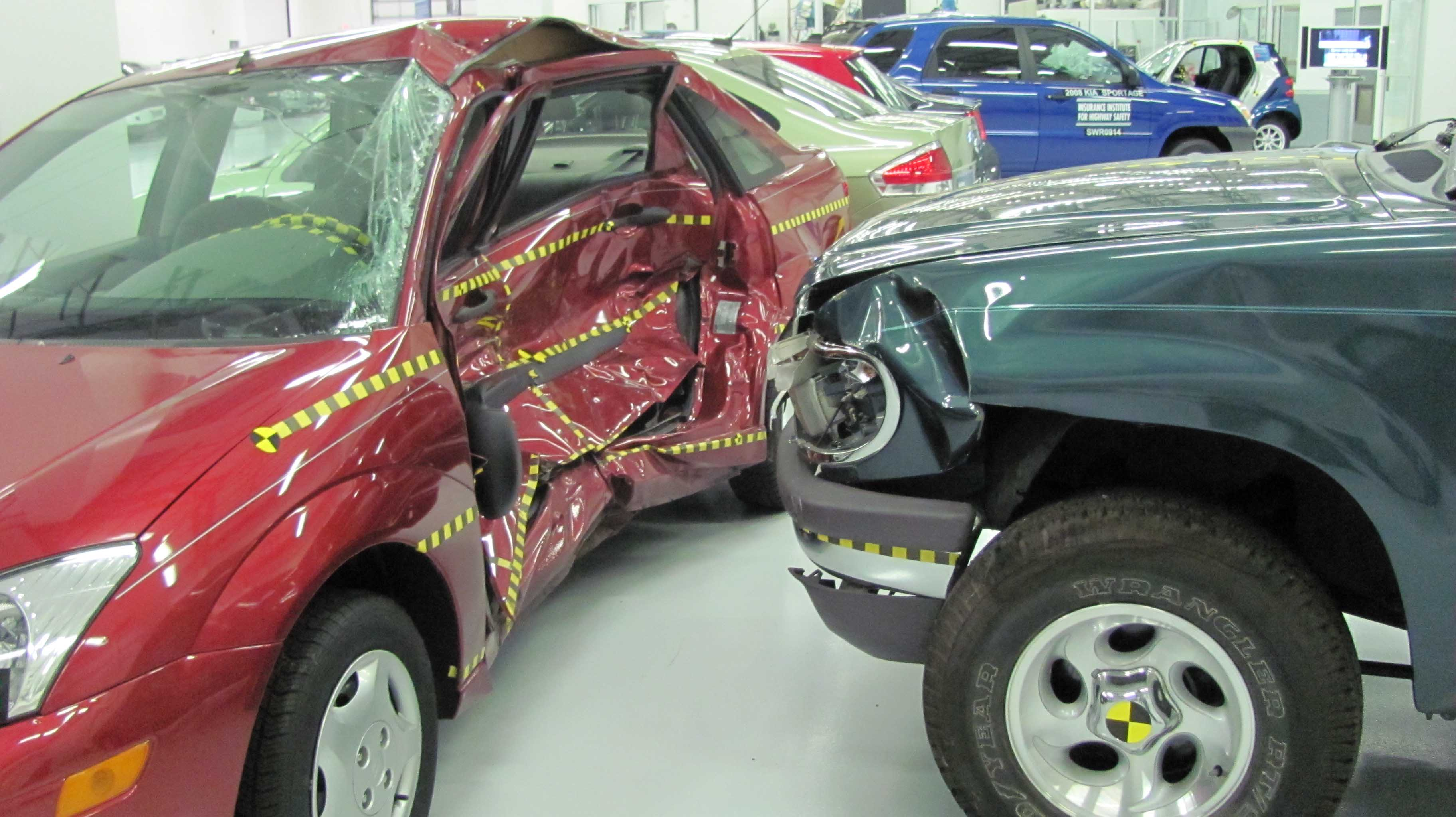
این تصویر یک تست تصادف توسط مؤسسه بیمه برای ایمنی بزرگراه است که نشان می‌دهد آسیب به خودرو فورد فوکوس توسط یک فورد اکسپلورر SUV رخ داده‌است.

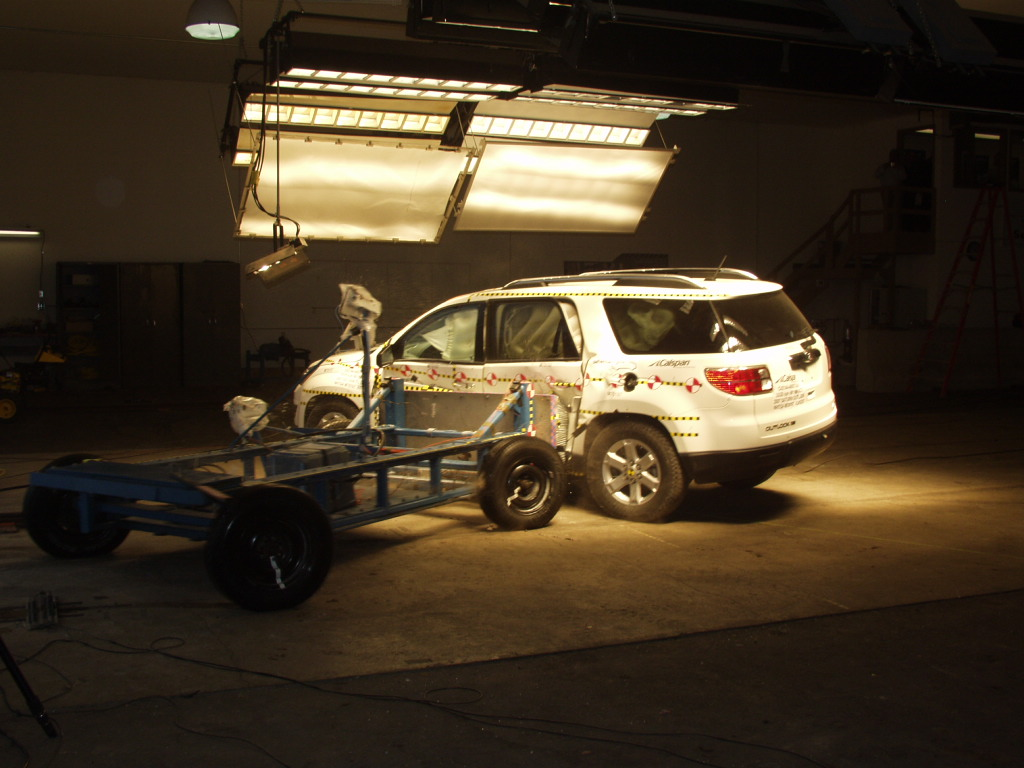
تست تأثیر یک تصادف از پهلو بر روی ساترن آوت‌لوک مدل۲۰۰۷.

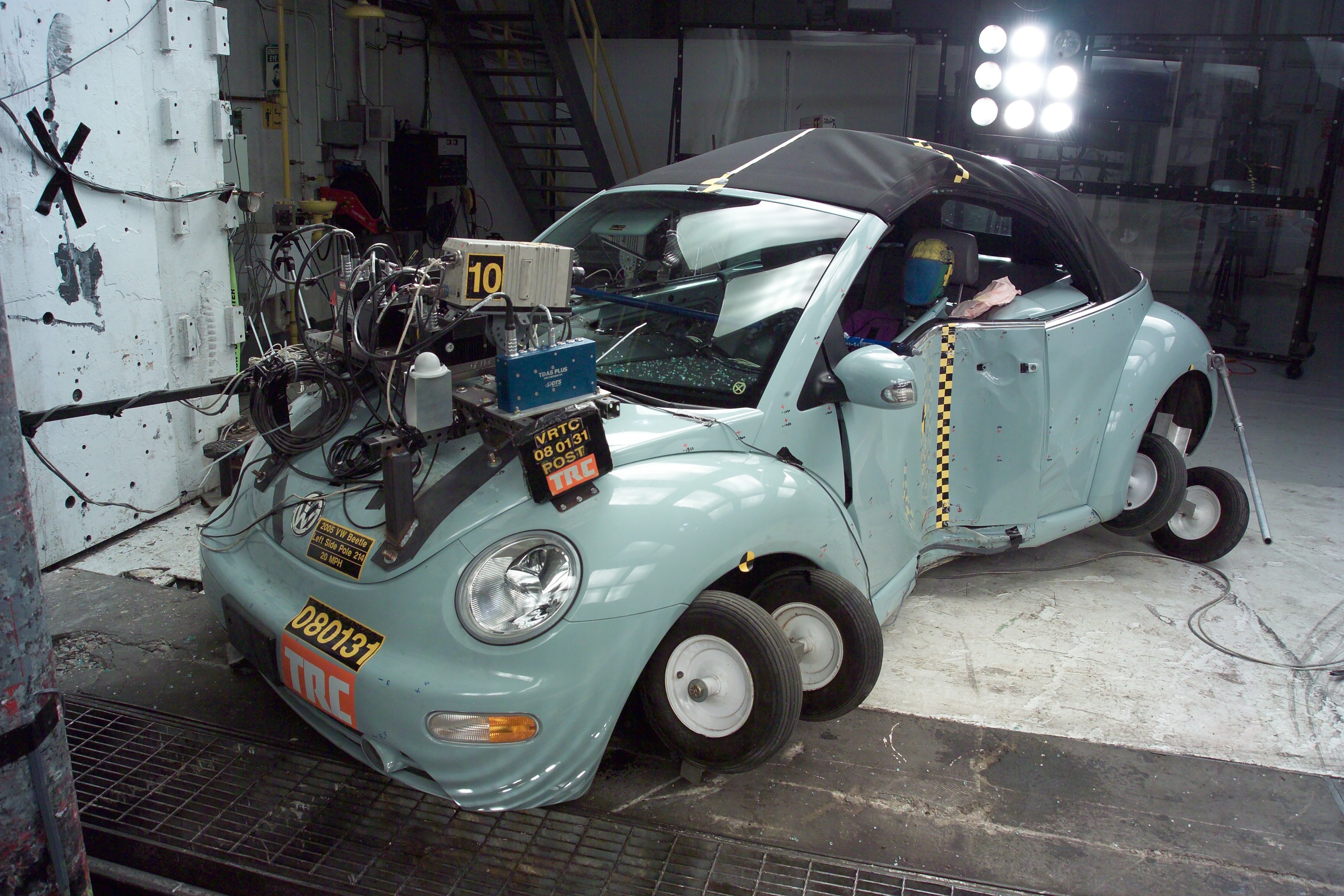
این تست برخورد NHTSA نشان می‌دهد زمانی که یک فولکس قورباغه‌ای از پهلو به یک مانع یا یک درخت برخورد می‌کند چه اتفاقی می‌افتد.

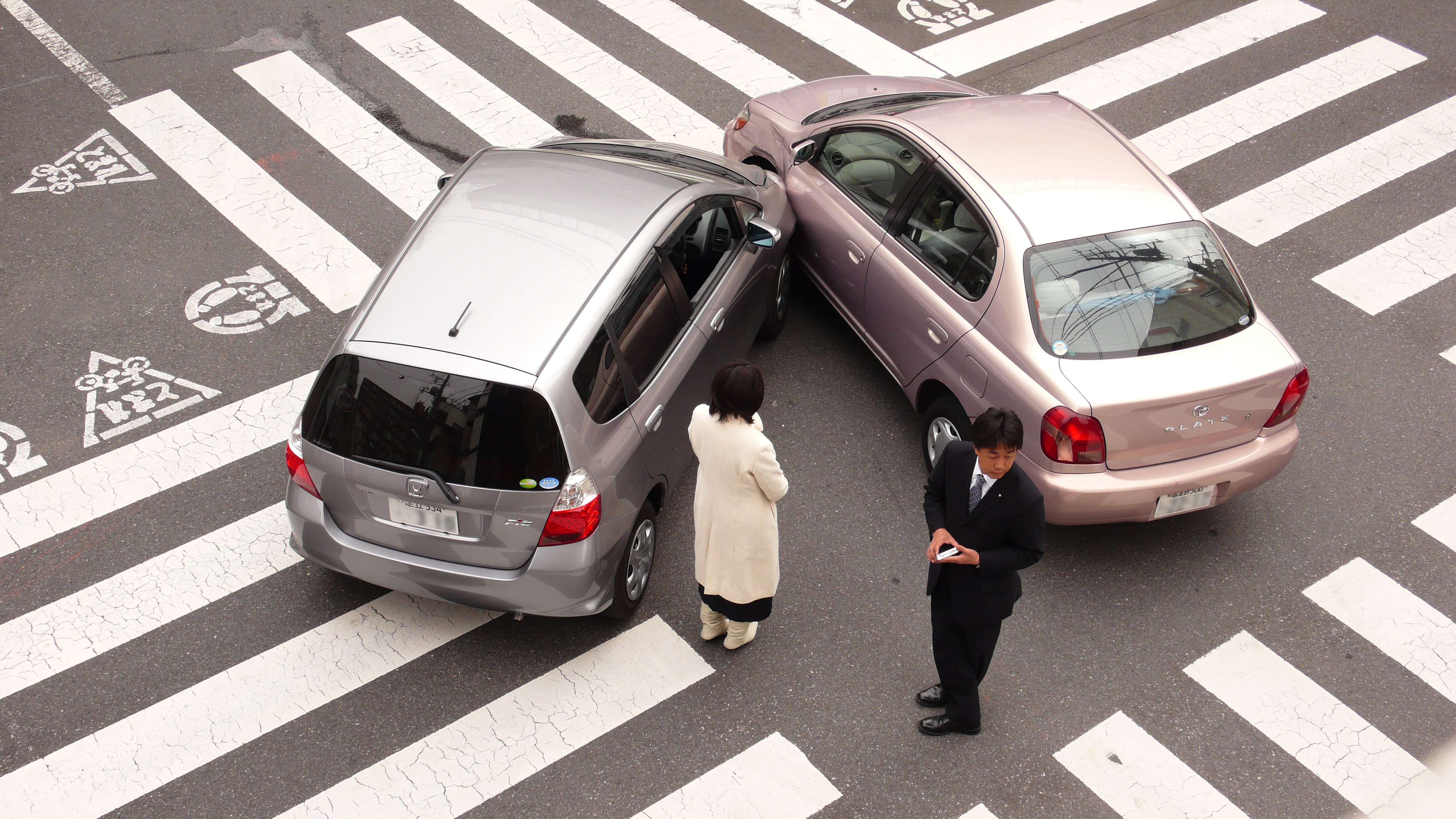
دو خودرو که به صورت تصادف از پهلو در یکی از چهارراه‌های توکیو ژاپن با هم برخورد کرده‌اند.

تصادف از پهلو نوعی تصادف خودرو است که در آن یک یا چند وسیله نقلیه از پهلو با هم برخورد می‌کنند.
این تصادفات اغلب در تقاطع‌ها، در پارکینگ‌ها و هنگامی که دو خودرو در یک محل عبور چند بانده کنار یکدیگر حرکت می‌کنند، رخ می‌دهد.